# سان بارتولومي دي بيخار
بلدية سان بارتولومي دي بيخار (بالإسبانية: San Bartolomé de Béjar) هي بلدية تقع في مقاطعة آبلة التابعة لمنطقة قشتالة وليون وسط إسبانيا.

## الديموغرافيا
بلغ عدد سكان بلدية سان بارتولومي دي بيخار 49 نسمة عام 2011 (وفقاً للمعهد الوطني للإحصاء الإسباني).
| 88 | 81 | 71 | 56 | 49 | 46 | 49 |